# Всемирная выставка (1986)
Экспо-86 (англ.  The 1986 World Exposition on Transportation and Communication или Expo) — всемирная выставка категории II, которая проводилась со 2 мая по 13 октября 1986 года в Ванкувере, Британская Колумбия, в честь столетней годовщины города. Темой выставки была «Транспорт и связь: мир в движении — мир на связи» (англ. Transportation and Communication: World in Motion - World in Touch).

## Архитектурные объекты
Важные объекты инфраструктуры, построенные в Ванкувере специально для Экспо 86:
- Метрополитен Ванкувера  (англ.  SkyTrain) — первая фаза.
- «Экспо Центр» ныне «Вселенная науки (Ванкувер)» (англ.  Expo Centre или Science World (Vancouver))

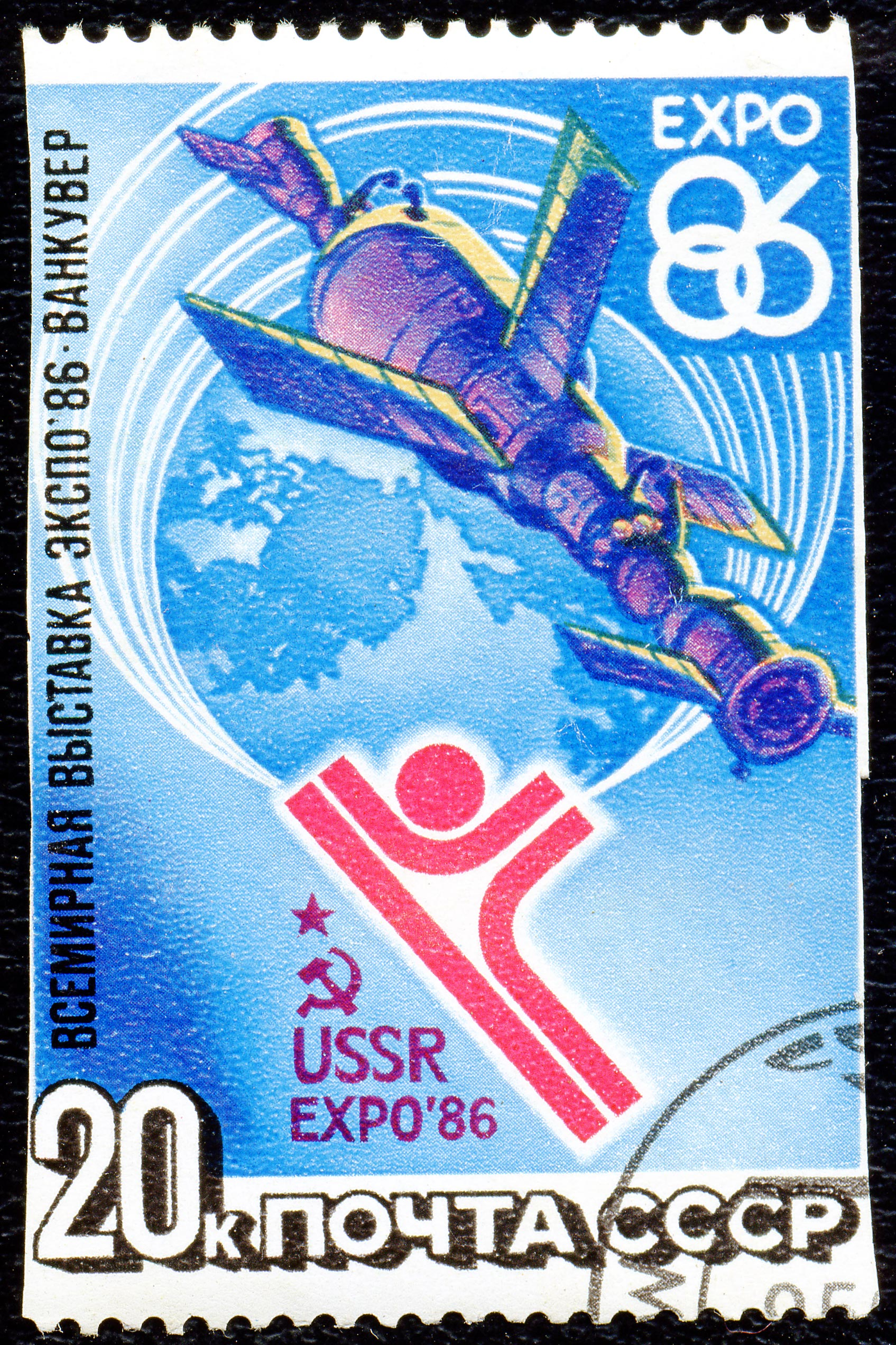
Марка СССР, посвященная всемирной выставке Экспо 86

- «Би-Си Плэйс» (англ.  BC Place)
- «Канада-Плейс» (англ.  Canada Place)
- «Плаза Наций» (англ.  Plaza of Nations)

## Интересные экспозиции
- "Рамсес II, фараон Древнего Египта "- экспозиция редких сокровищ фараона
- «Славные Норвежские исследователи»
- «Паровозное Депо Железная Музей»
- «Экспо Центр — Телос-Мир Науки»

## Страны-участники
Африка: Кот-д’Ивуар, Кения, Сенегал
Азия: Бруней, Китайская Народная Республика, Фиджи, Гонконг, Индонезия, Япония, Корея, Малайзия, Науру, Пакистан, Папуа-Новая Гвинея,  Филиппины, Объединенная Арабская Республика, Сингапур, Соломоновы Острова, Шри-Ланка, Таиланд, Тонга, Вануату, Западное Самоа.
Австралия: Австралия
Европа: Бельгия, Чехословакия, Франция, ФРГ, Венгрия, Италия, Норвегия, Румыния, Исландия, Швейцария, Великобритания, СССР, Югославия.
Латинская Америка: Антигуа и Барбуда, Барбадос, Острова Кука, Коста-Рика, Куба, Доминика, Гренада, Мексика, Монтсеррат, Перу, Сент-Китс и Невис, Сент-Люсия, Сент-Винсент и Гренадины.
Северная Америка: Канада, Мексика, США.